# Papel químico

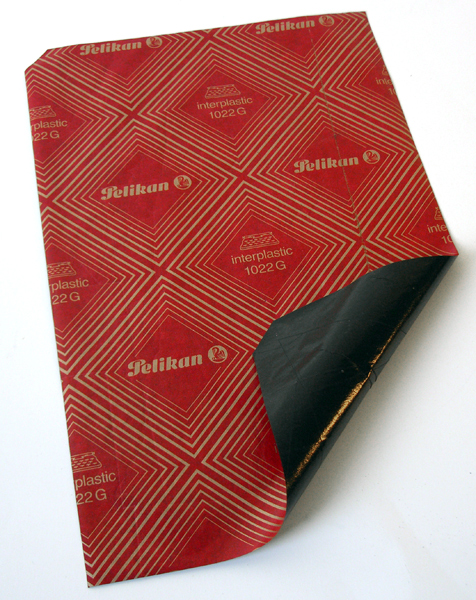
Papel químico ou papel carbono.

O papel químico, também chamado de papel carbono (ou apenas químico) é um tipo de papel dotado num dos lados de uma camada de tinta ou pigmento transferível, geralmente por contacto. Qualquer coisa que colida com o lado oposto deste papel faz a tinta transferir. Foi inventado em 1801 por Pellegrino Turri.
O papel químico foi muito utilizado antes da banalização das impressoras para criar cópias de formulários e outros documentos. Ainda assim, este tipo de papel foi largamente utilizado com as impressoras de impacto, já que, pela sua natureza, seguiam o mesmo princípio – transferir a tinta por impacto.

## Papel autocopiativo
Tipos distintos de materiais e tecnologia são empregados no papel não-carbono (em inglês, carbonless copy paper), também chamado papel autocopiativo, revestindo a(s) folha(s) de papel com uma substância química que facilita a duplicação do texto: um corante especial armazenado em microcápsulas que se rompem quando sofrem impacto, liberando a tinta do verso da folha superior (CB, Coated Back) sobre a frente da folha inferior (CF, Coated Front), podendo esta ter tratamento químico para que reproduza a reação com a folha abaixo dela.